# 제19기갑사단 (독일 국방군)

독일 19 기갑 사단은 독일 19 보병사단에서 변형된 사단으로 1940년 11월 1일 창설되었다. 1941년 7월 동부 전선의 중앙 전선으로 옮겨졌으며 1942년 12월 남부 전선으로 옮겼다. 이 사단은 우크라이나와 폴란드로 후퇴했으며 1945년 5월 체코슬로바키아에서 항복했다.

## 사단 지휘관
1. 1940년 11월 1일 — 기갑대장 오토 폰 크노벨스돌프
2. 1942년 1월 5일 — 중장 구스타프 슈미트 (1943년 8월 7일 브레소우카에서 포로를 피하기 위해 자살)
3. 1943년 8월 7일 — 중장 한스 켈너
4. 1944년 3월 28일  — 중장 발터 뎅케르트
5. 1944년 5월  — 중장 한스 켈너 (1945년 4월 18일 전투 중 사망)
6. 1945년 3월 22일  — 소장 한스요아힘 뎅케르트